# خورشیدگرفتگی ۹ مه ۱۹۱۰
خورشیدگرفتگی ۹ مه ۱۹۱۰ (به انگلیسی: Solar eclipse of May 9, 1910) یک خورشیدگرفتگی از نوع خورشیدگرفتگی کامل است. این خورشیدگرفتگی در تاریخ ۹ مه ۱۹۱۰ میلادی (‎۱۸ اردیبهشت ۱۲۸۹ خورشیدی) روی داد که زمان اوج آن، ساعت ۵:۴۲:۱۳ به‌وقت ساعت هماهنگ جهانی بوده‌است.مدت زمان این خورشیدگرفتگی ۴ دقیقه و ۱۵ ثانیه به درازا انجامید.